# 134 Sophrosyne
134 Sophrosyne (in italiano 134 Sofrosine, dal greco σοφροσύνη) è un grande asteroide della Fascia principale. Ha una superficie estremamente scura e molto probabilmente una composizione carboniosa primitiva.
Sophrosyne fu scoperto il 27 settembre 1873 da Karl Theodor Robert Luther dall'Osservatorio di Düsseldorf in Germania, di cui era direttore dal 1851. Fu battezzato così in onore del concetto di sophrosyne, termine utilizzato da Platone che indica la "padronanza di sé" o "moderazione". Il nome fu proposto da Friedrich Wilhelm August Argelander e Theodor Wolff.